# C/1917 F1
C/1917 F1，又稱為1917Ι或1917a，是一顆哈雷型彗星，由約翰·梅利甚（John E. Mellish）於1917年3月19日發現。這顆彗星的軌道周期為143年，最後一次通過近日點是在1917年4月11日。
C/1917 F1是十二月麒麟座流星雨的母體，也有人認為彗星是獅子座κ流星雨、四月天鵝座ρ流星雨、十一月獵戶座流星雨和小犬座流星雨的母體。

## 發現
C/1917 F1彗星被發現時位於牡羊座，位於天空的低處，並且非常凝聚。3月23日，有報告指出出現了短尾。4月11日，彗星經過近日點後，彗核在4月14日據報導變得非常明亮，有報導稱彗星比金星還要亮，同時還形成了一條長達10度的彗尾。這顆彗星很快變暗，到4月底，彗星的亮度達到5等，彗尾長3度。

## 軌道
C/1917 F1彗星的軌道周期約為145年，符合哈雷型彗星的定義，哈雷型彗星的軌道周期在20至200年之間。C/1917 F1彗星的軌道周期與英仙座流星雨的母體斯威夫特-塔特爾彗星相似。
C/1917 F1彗星的近日點距離相對較小，約為0.19個天文單位（2800萬公里；1800萬英里）。C/1917 F1與地球的最小軌道交叉距離為0.06天文單位（900 萬公里；560 萬英里），與金星的最小軌道交叉距離為0.0084天文單位（126 萬公里；078 萬英里），可能在金星上形成流星雨。
1979年，長谷川一郎初步認定西元193年12月觀測到的一顆彗星是C/1917 F1彗星。

## 外部連結
- C/1917 F1 at the JPL Small-Body Database
  - Close approach · Discovery · Ephemeris · Orbit diagram · Orbital elements · Physical parameters